# Большое Село (Неманский район)
 Большое Село  (Гросс Ленкашукен, (нем. Gross Lenkaschuhken)) — посёлок в Неманском районе Калининградской области. Входит в состав Неманского городского поселения. Население 539 человек..

## География
Большое Село расположено в 5 км от города Неман и в 1 км от реки Неман, по которой проходит граница с Литвой.

## История
Поселение Гросс Ленкашукен входило в состав Пруссии, позднее Германии. Во время Первой мировой войны в августе 1914 года было занято 1-й русской армией генерала Ренненкампфа. По итогам Второй мировой войны Гросс Ленкашукен вошёл в состав СССР. В 1946 году переименован в Большое Село.

## Население
| 2002 | 2010 |
| ---- | ---- |
| 591  | ↘539 |

## Образование, культура и спорт
В посёлке находится основная общеобразовательная школа, детский сад. Рядом расположен детский оздоровительный лагерь «Спутник».